# Saigon (rapper)
Saigon, pseudonimo di Brian Daniel Carenard (New York, 1º giugno 1977), è un rapper statunitense.

## Discografia
Album studio
- The Greatest Story Never Told (2011)
- The Greatest Story Never Told Chapter 2: Bread and Circuses (2012)
- G.S.N.T. 3: The Troubled Times of Brian Carenard (2014)

Collaborazioni (lista parziale)
- Oh Wee (con Mark Ronson, Ghostface Killah, Nate Dogg e Trife Diesel) (2003)
- Pain in My Life (con Trey Songz) (2006)
- C'mon Baby (con Swizz Beatz) (2007)
- Gotta Believe It (con Just Blaze) (2009)
- Clap (con Faith Evans) (2011)
- Not Like Them (con Styles P) (2012)
- Best Thing That I Found (con Lecrae) (2012)